# اسکیلت (گروه موسیقی)
اسکیلت (به انگلیسی: Skillet) یک گروه راک آمریکایی است که از سال ۱۹۹۶ در شهر ممفیس فعالیت خود را آغاز کرد. این گروه تا کنون نُه البوم منتشر کرده است و دو جایزه گرمی نیز برنده شده‌است.

## تشکیل گروه
اسکیلت در سال ۱۹۹۶ با حضور دو نفر به نام‌های جان کوپر و کن استورتس تشکیل شد. این گروه دو نفره که فقط از یک خواننده و یک گیتاریست تشکیل می‌شد سبک راک را برای آهنگ‌های خود در نظر گرفتند و پس از آمدن درام زنی به نام تری مک کلارکین این گروه شکل خودش را پیدا کرد. در سال ۱۹۹۶ اسکیلت اولین آلبوم خود که همنام با نام گروه بود را منتشر کرد و تا کنون که اعضای آن به‌طور کامل تغییر کرده و تنها جان کوپر باقی مانده‌است این سبک یعنی کریستین راک را ادامه دادند.

## اعضا

### فعلی
- جان کوپر: آواز، گیتار بیس (۱۹۹۶ - تا کنون)
- کوری کوپر: گیتار ریتم (۱۹۹۹ - تا کنون)
- ست موریسون: گیتار لید (۲۰۰۸ - تا کنون)
- جن لجر: درام، آواز (۲۰۰۸ - تا کنون)

### قبلی
- تری مک کلارکین: درام (۱۹۹۶–۲۰۰۰)
- کن استورتس: گیتار لید (۱۹۹۶–۱۹۹۹)
- کوین هالند: گیتار بیس (۱۹۹۹–۲۰۰۱)
- لوری پترز:گیتار بیس (۲۰۰۰–۲۰۰۷)

### تور
- آندرا وینچر: کیبورد (۲۰۰۵–۲۰۰۶)
- کریس ماروین: گیتار لید (۲۰۰۲–۲۰۰۶)
- بیلی داسون: گیتار بیس (۲۰۰۰)
- جاناتان چو:ویلن (۲۰۰۸ - تا کنون)
- اسکاتی راک:گیتار بیس (۲۰۰۹ - تا کنون)

## آلبوم‌ها
- 1996 - Skillet
- 1998 - Hey You, I Love Your Soul
- 2000 - Invincible
- 2001 - Alien Youth
- 2003 - Collide
- 2006 - Comatose
- 2009 - Awake
- 2013 - Rise
- رها شده (۲۰۱۶)
- 2019 - Victorious

## جوایز
- ۲۰۰۵ - جایزه بهترین آلبوم راک: Collide
- ۲۰۰۷ - جایزه بهترین آلبوم رپ یا راک: Comatose
- ۲۰۱۱ - جایزه بهترین آلبوم کریستین راک مسابقات بیلبورد: Awake
- ۲۰۱۳ - جایزه بهترین آلبوم سال و بهترین آلبوم راک سال در مسابقات لودوایر: Rise